# Мораше
Мораше (фр. Montrachet) — французький сир з козячого молока, вироблений в Бургундії.
Мораше — білий м'який сир із пікантним смаком. Під час виробництва сир витримують 2–4 тижні. У готовому вигляді він має форму циліндричної головки вагою 200 г.
Мораше вживають в свіжому вигляді з молодим червоним (бургундським) і білим (Meursault) вином.
Назва походить від муніципалітетів Пюліньї-Монраше та Шассань-Монраше в департаменті Кот-д'Ор.